# Vedangas
Die Vedangas (Sanskrit वेदाङ्ग vedāṅga, n. ‚Glied des Veda‘) sind Hilfswissenschaften zum Verständnis und zur korrekten Überlieferung des Veda, eine der indischen Schriftsammlungen, die im Hinduismus besonders wichtig sind.
Die Vedangas umfassen folgende Bereiche:
1. Shiksha (शिक्षा, śikṣā): Phonetik, Kenntnis der Buchstaben, Artikulation, Sandhiregeln
2. Chandas (छन्दस्, chandas): Metrik
3. Vyakarana (व्याकरण, vyākaraṇa): Grammatik[1]
4. Nirukta (निरुक्त, nirukta): Etymologie, Erklärung wichtiger vedischer Wörter, dem Grammatiker Yaska zugeschrieben
5. Jyotisha (ज्योतिष, jyotiṣa): Astronomie bzw. Astrologie, Kenntnis des vedischen Kalenders, um die glückverheißenden Tage zu bestimmen, Jyotisha, das Auge der Veden
6. Kalpa (कल्प, kalpa): Ritual

Phonetik und Metrik sollen zur korrekten Rezitation und Aussprache des Veda beitragen, Grammatik und Etymologie dienen dem richtigen Verständnis, und Astronomie und Ritual sollen die korrekte Durchführung der Rituale zum richtigen Zeitpunkt sicherstellen.
Die Vedangas werden erstmals in der Mundaka-Upanishad erwähnt. Ursprünglich waren damit nicht unabhängige Bücher oder Schulen gemeint, sondern nur Themen, die beim Veda-Studium behandelt werden sollten, um den Veda richtig zu verstehen. Im Laufe der Zeit wurden diese Fächer immer systematischer bearbeitet und es entwickelten sich spezielle Schulen für die sechs Vedangas. Daraus entstanden dann unabhängige Textbücher, die im Sutra-Stil verfasst wurden.

## Shiksha
Shiksha bedeutet ursprünglich „Instruktion“, dann im Speziellen Anleitung zur Rezitation, d. h. zur korrekten Aussprache der Samhitas (Hymnen). Es war nicht nur nötig, die Rituale zu kennen, sondern die heiligen Texte ohne Fehler auszusprechen.
Die ältesten Textbücher zur Phonetik sind die Pratishakyas. Sie enthalten Regeln zur Aussprache, Intonation und euphonischen Lautveränderungen im Satz (Sandhi-Regeln). Solche Phonetik-Textbücher gibt es zu allen Samhitas. Das Rigveda-Pratishakya ist das älteste überlieferte Textbuch zur vedischen Phonetik.
Ein Sanskrittext besteht nicht aus einzelnen, isolierten Wörtern; die meisten Wörter werden nach genauen phonetischen Regeln zusammengezogen (Sandhi-Regeln). Die Rigveda-Samhita bieten ein gutes Lehrbeispiel. Zusätzlich zu den Samhita-pathas (zusammenhängender Text mit euphonischen Lautveränderungen) wurde ein Pada-patha erstellt, worin die (flektierten) Wörter einzeln aufgeführt sind.
Beispiel aus dem Samhita-patha aus der Rigveda-Samhita:
- agniḥ pūrvebhirṛṣibhirirīḍyonūtanairuta sa devāneha vakṣati
- अग्निः पूर्वेभिर्र्षिभिरीड्यो नूतनैरुत । स देवानेह वक्षति ॥

Im Samhita-patha werden oft der letzte Buchstabe einen Wortes und der erste Buchstabe des nächsten Wortes verschmolzen oder der letzte Laut eines Wortes wird verändert. Dies geschieht nach den Regeln der euphonischen Lautveränderung. Dadurch ergeben sich lange Wortgebilde, die sich aus mehreren Wörtern zusammensetzen.
Dieselbe Zeile aus dem Pada-patha:
- agniḥ|pūrvebhiḥ|ṛṣibhiḥ|īḍyaḥ|nūtaniḥ|uta|sa|devān|ā|iha|vakṣati

Hier wird jedes Wort einzeln aufgeführt. Die Wortendungen sind erkennbar.
(Übersetzung der Zeile: „Agni wird von den früheren und den gegenwärtigen Sehern angerufen; er möge die Götter hierher bringen“.)

## Kalpa
Die Ritualliteratur (kalpa) entstand aus der Notwendigkeit, die Regeln für die Opferrituale in kürzerer und übersichtlicherer Form zu komprimieren, um für die praktischen Belange der Priester besser geeignet zu sein. Die Kalpasutras stellen ein Hilfsmittel zu den Brahmanas dar. Da diese Texte die häuslichen (grihya) Zeremonien und die Opferzeremonien (Shrauta) behandeln, werden sie Grihyasutras und Shrautasutras genannt.
Die Shrautasutras enthalten z. B. die Regeln für das Anzünden der drei heiligen Feuer – für das Feueropfer (agnihotra), das Neumond- und das Vollmondopfer, für die saisonalen Opfer, das Tieropfer (z. B. ashvamedha, Pferdeopfer) und das Somaopfer (Soma = heiliger vedischer Trank).
Die Grihyasutras enthalten die Regeln für die häuslichen Gebräuche, Zeremonien und Opfer, mit denen auch heute noch jeder Inder vertraut ist. Diese Zeremonien stehen im Zusammenhang mit Empfängnis, Geburt, Wochenbett, der Namensgebung, dem ersten Essen des Kindes, dem ersten Haarschnitt des Jungen. Die Grihyasutras beschreiben auch den Initiationsritus, mit dem ein (hochkastiger) Schüler das Vedastudium beginnt (Upanayanam, Anlegen der Heiligen Schnur) und somit zum „Zweimalgeborenen“ wird. Die zweite Geburt wird nach der natürlichen Geburt als kulturelle Geburt verstanden. Das Ende im Lebenszyklus bilden die Riten zur Feuerbestattung.
Für den religiösen Alltag werden die täglichen kleinen Opfergaben an die Götter und die Opfer für die Vorfahren (Shraddha) beschrieben. Letzte wurden für so wichtig erachtet, dass mit den Shraddhakalpas ein eigenes Werk entstand.
Nicht wenige dieser Riten sind heute noch populär, andere werden schon sein seit über 1500 Jahren nicht mehr praktiziert, insbesondere das Pferdeopfer und das Somaopfer.